# Gini-index
A Gini-index egy közgazdasági mérőszám, ami a statisztikai eloszlások egyenlőtlenségeit méri, egy nemzeten vagy társadalmi csoporton belüli jövedelmi egyenlőtlenséget, vagyoni egyenlőtlenséget vagy fogyasztási egyenlőtlenséget. Leginkább a jövedelem és a vagyon eloszlásának mérésére használják. Corrado Gini olasz közgazdász vezette be.

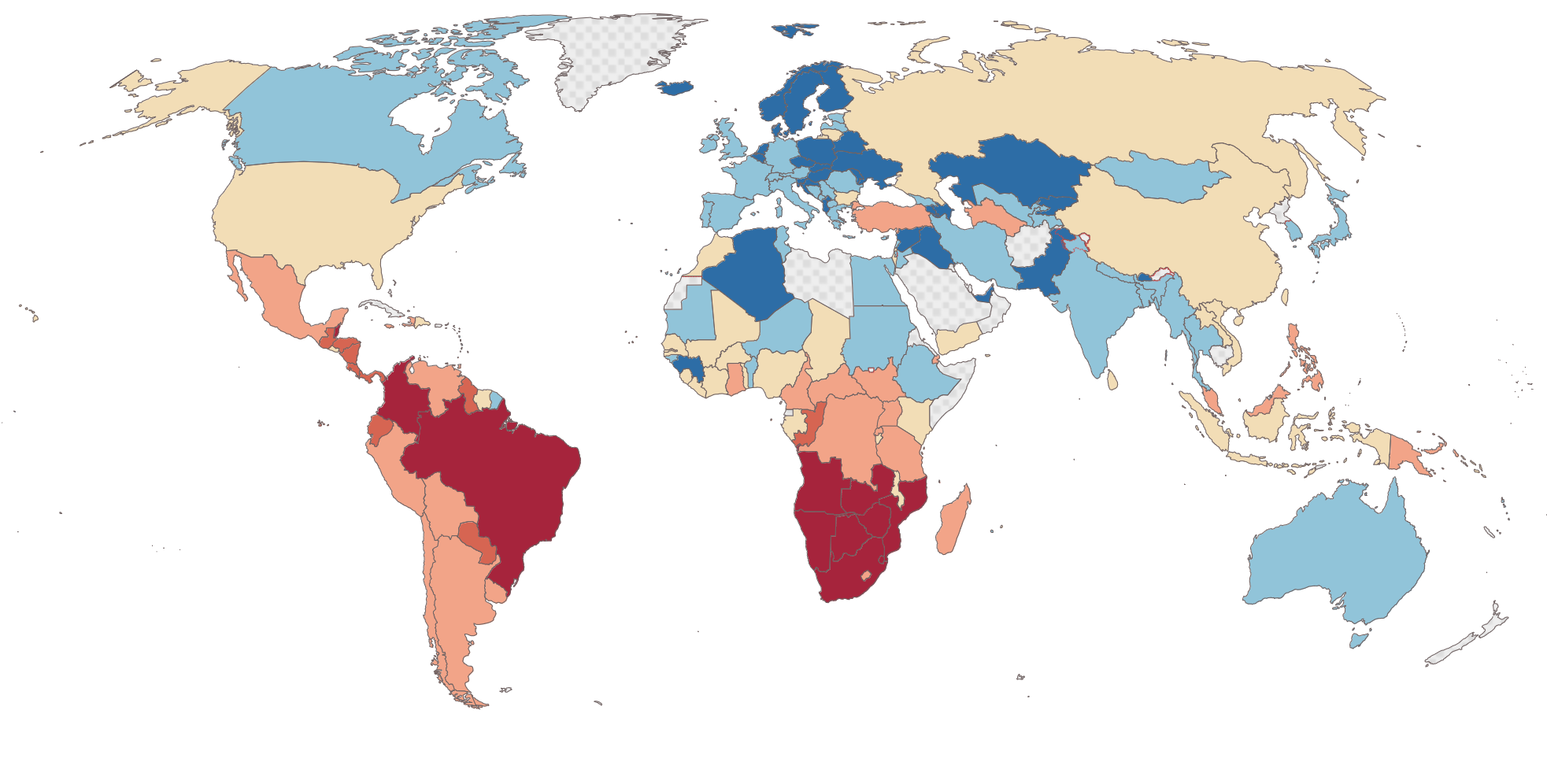
A 2022-es Gini-index világtérképe
<30
30-35
35-40
40-45
45-50
50+

A Gini-index bármely értéket felvehet 0 és 1 között; sokszor azonban százalékos skálára számítják át. A 0 értéket akkor veszi fel, ha a Lorenz-görbe éppen egybeesik az átlóval, tehát a vizsgált mennyiségi ismérv területi eloszlása egyenletes. Másik szélső értékét akkor éri el, ha a vizsgált ismérv egyetlenegy területegységen összpontosul. Ilyenkor a Lorenz-görbe egybeesik a koordinátatengelyekkel. Nagyobb értékéhez nagyobb egyenlőtlenség tartozik.

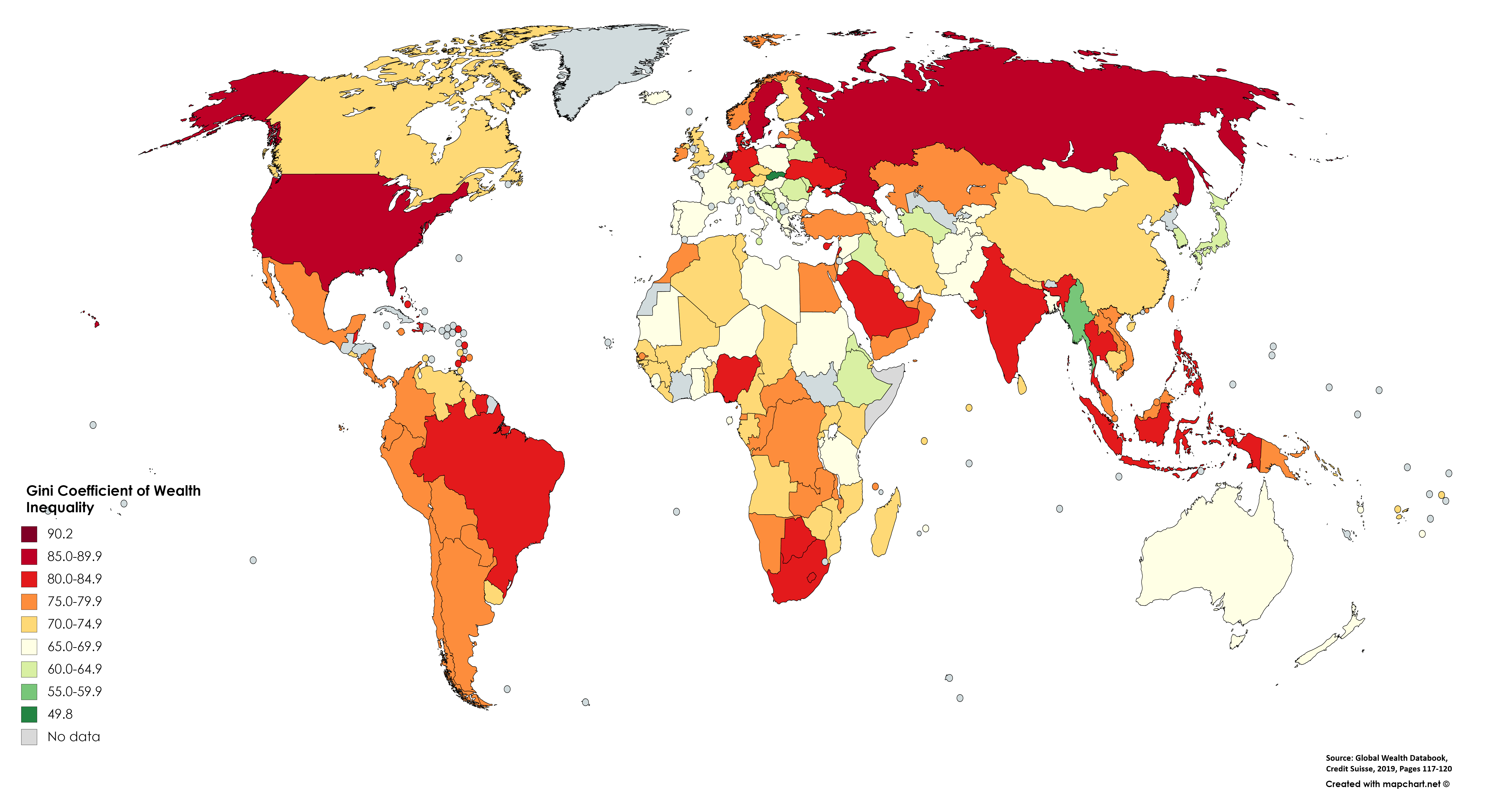
A vagyoni egyenlőtlenség Gini-indexe 2019-ben

## Súlyozatlan Gini-együttható
A Gini-index/Gini-koefficiens képlete:
{\displaystyle G={\frac {1}{2{\bar {x}}n^{2}}}\sum _{i}\sum _{j}|x_{i}-x_{j}|}
ahol: 
- {\displaystyle x_{i}} = a megoszlási viszonyszámként megadott területi jellemző az i területegységben;
- {\displaystyle x_{j}} = a megoszlási viszonyszámként megadott területi jellemző a j területegységben;
- {\displaystyle {\bar {x}}} = {\displaystyle x_{i}} átlaga.

Mértékegysége: dimenziótlan.
Értékkészlete: 0 ≤ G ≤ 1
Értelmezése: 
A Lorenz-görbe és a négyzet átlója által bezárt terület nagyságát méri, a koncentráció relatív nagyságát jellemzi. Minden megfigyelési egység részarányának az összes többiétől való átlagos eltérését viszonyítja az átlaghoz.
A fenti képletet csakis abszolút adatok esetén használjuk!

## Súlyozott Gini-együttható
Fajlagos mutatók területi koncentráltságát tudjuk mérni vele. Pl.: egy lakosra jutó jövedelem.
Képlete: 
{\displaystyle G_{S}={\frac {1}{2{\bar {y}}_{S}}}\sum _{i}\sum _{j}{\frac {f_{i}f_{j}}{(\sum _{i}f_{i})^{2}}}|y_{i}-y_{j}|}
ahol:
- {\displaystyle y_{i}={\frac {x_{i}}{f_{i}}}} fajlagos (arány) mutató értéke az i területegységben,
- {\displaystyle {\bar {y}}=y_{i}} súlyozott átlaga.

Mértékegysége: dimenziótlan.
Értékkészlete: 0 ≤ {\displaystyle G_{S}} ≤ 1
Értelmezése: 
A Gini-index súlyozott változata is a Lorenz-görbe által bezárt területtel arányos. Itt viszont olyan Lorenz-görbét kell elképzelnünk, ahol a vizsgált fajlagos mutató két összetevője közül az egyik kumulált relatív gyakoriságainak függvényében ábrázolja a másik kumulált relatív értékösszegeit.

## Kritikája

### Hibaforrások az összehasonlításban
Az egyenlőtlenséget mérő konstansok összehasonlításában ügyelni kell arra, hogy az összehasonlított konstansok ugyanúgy legyenek kiszámítva. Például, ha egy adott ország Gini-indexét kétféle felosztás szerint is kiszámítjuk, akkor a durvább felosztás kisebb egyenlőtlenséget mutat, mint a finomabb. Ennek az az oka, hogy a finomabb felosztás olyan egyenlőtlenségeket is észlel, amiket a durvább figyelmen kívül hagy.

### Adatvesztés
A statisztikai mérőszámok egy többé-kevésbé bonyolult adathalmazt redukálnak egyetlen konstansra. Ezeket szakszerűen kell értelmezni, különben félrevezetők lehetnek. Például egy millió forintos fizetésű és egy jövedelem nélküli ember keresetének átlaga ötszázezer forintra jön ki. Ehhez hasonlít a bruttó nemzeti termék, aminek kiszámításakor elvesznek az egyes cikkek hozzájárulását mutató adatok. Az aggregációnak megvannak a maga előnyei és hátrányai, amelyekre kiértékeléskor tekintettel is kell lenni.
A Gini-index esetén van legalább még egy Lorenz-görbe, ami ugyanazt a Gini-indext adja. Egy ilyen megkapható, ha az eredeti görbét a (0,1) és az (1,0) pontokat összekötő egyenesre tükrözzük. Példa: Legyen egy országban a vagyon 10%-a a népesség felének birtokában, és a többi 90% a népesség másik felének kezén. Legyen egy másik országban a vagyon egyik fele a népesség 90%-ának birtokában, és a másik fele a népesség 10%-ának kezén. A két ország Lorenz-görbéje egymásnak szimmetrikus társa, és mindkettő Gini-indexe 0,4. Ez azért van, mert mindkét esetben a gazdagabbak egy reprezentánsa kilencszer annyit birtokol, mint a szegényebbek egy reprezentánsa.
Valójában egy adott Gini-indexhez végtelen sok Lorenz-görbe tartozhat. Ebből a szempontból a többi adatösszesítésből származó mérőszámra hasonlít. Azért dolgoznak egyenlőtlenségeket mérő konstansokkal, hogy csökkenjen az adatok komplexitása. Nem szabad figyelmen kívül hagyni az ebből eredő adatveszteséget. A bonyolultság minden redukciójára igaz, hogy enélkül vissza lehet velük élni, ezért nem szabad szem elől téveszteni sem a kiszámítás módját, sem azt, hogy mire valók.